# UCI America Tour 2017
El UCI America Tour 2017 fue la decimotercera edición del calendario ciclístico internacional americano. Se inició el 25 de octubre de 2016 en Guatemala, con la Vuelta a Guatemala y finalizó el 15 de octubre de 2017 con la Vuelta a Chile. Se disputaron 25 competencias, incluidos los Campeonatos Panamericanos, en donde se otorgó puntos a los primeros clasificados de las etapas y de la clasificación final.

## Equipos
Los equipos que pueden participar en las diferentes carreras dependen de la categoría de las mismas. A mayor nivel de una carrera pueden participar equipos de más nivel. Por ejemplo los equipos UCI ProTeam, solo pueden participar de las carreras .HC y .1 y tienen cupo limitado de equipos para competir.
| Categoría      | Categoría                       | Equipos |
| -------------- | ------------------------------- | --- |
| .HC            | 1.HC (Carrera de un día)        | * ProTeam (max 65%) * Profesionales Continentales * Continentales * Selecciones nacionales                 |
| .HC            | 2.HC (Carrera de varios días)   | * ProTeam (max 65%) * Profesionales Continentales * Continentales * Selecciones nacionales                 |
| .1             | 1.1 (Carrera de un día)         | * ProTeam (max 50%) * Profesionales Continentales * Continentales * Selecciones nacionales                 |
| .1             | 2.1 (Carrera de varios días)    | * ProTeam (max 50%) * Profesionales Continentales * Continentales * Selecciones nacionales                 |
| .2             | 1.2 (Carrera de un día)         | * Profesionales Continentales * Continentales * Selecciones nacionales * Selecciones regionales * Amateurs |
| .2             | 2.2 (Carrera de varios días)    | * Profesionales Continentales * Continentales * Selecciones nacionales * Selecciones regionales * Amateurs |
| .Ncup (sub-23) | 1.Ncup (Carrera de un día)      | * Selecciones nacionales * Selecciones mixtas                                                              |
| .Ncup (sub-23) | 2.Ncup (Carrera de varios días) | * Selecciones nacionales * Selecciones mixtas                                                              |

## Carreras
Esta edición consistió de 2 carreras de máxima categoría (.HC), 3 carreras de nivel (.1), y el resto de las carreras fueron del último nivel de categoría (.2). Además también hicieron parte las carreras en ruta y contrarreloj para élite y sub-23 del Campeonato Panamericano de Ciclismo en Ruta.

## Calendario
Las siguientes son las 25 carreras que formaron parte del calendario UCI America Tour 2017:

### Octubre 2016
| Fecha | Carrera            | Cat. | Ganador          | Equipo              |
| ----- | ------------------ | ---- | ---------------- | ------------------- |
| 25-1  | Vuelta a Guatemala | 2.2  | Román Villalobos | Canel's Specialized |

### Diciembre 2016
| Fecha | Carrera                   | Cat. | Ganador       | Equipo               |
| ----- | ------------------------- | ---- | ------------- | -------------------- |
| 11    | Gran Premio de Costa Rica | 1.2  | Pablo Alarcón | Canel’s-Specialized  |
| 13-25 | Vuelta a Costa Rica       | 2.2  | César Rojas   | Frijoles Tierniticos |

### Enero
| Fecha | Carrera           | Cat. | Ganador          | Equipo                   |
| ----- | ----------------- | ---- | ---------------- | ------------------------ |
| 13-22 | Vuelta al Táchira | 2.2  | Jonathan Salinas | Kino Táchira Royal Bikes |
| 23-29 | Vuelta a San Juan | 2.1  | Bauke Mollema    | Trek-Segafredo           |

### Febrero
| Fecha | Carrera                       | Cat. | Ganador        | Equipo            |
| ----- | ----------------------------- | ---- | -------------- | ----------------- |
| 26-5  | Vuelta Independencia Nacional | 2.2  | Ismael Sánchez | Aero Cycling Team |

### Marzo
| Fecha | Carrera               | Cat. | Ganador         | Equipo                   |
| ----- | --------------------- | ---- | --------------- | ------------------------ |
| 30-2  | Joe Martin Stage Race | 2.2  | Robin Carpenter | Holowesko Citadel Racing |

### Abril
| Fecha | Carrera                     | Cat. | Ganador       | Equipo      |
| ----- | --------------------------- | ---- | ------------- | ----------- |
| 7-16  | Vuelta Ciclista del Uruguay | 2.2  | Magno Nazaret | Soul Brasil |
| 19-23 | Tour de Gila                | 2.2  | Evan Huffman  | Rally       |

### Mayo
| Fecha | Carrera                                     | Cat. | Ganador               | Equipo                   |
| ----- | ------------------------------------------- | ---- | --------------------- | ------------------------ |
| 5     | Campeonato Panamericano Contrarreloj Sub-23 | CC   | José Alexis Rodríguez | Selección de Costa Rica  |
| 5     | Campeonato Panamericano Contrarreloj Elite  | CC   | José Luis Rodríguez   | Selección de Chile       |
| 6     | Campeonato Panamericano en Ruta Sub-23      | CC   | Matías Muñoz          | Selección de Chile       |
| 7     | Campeonato Panamericano en Ruta Elite       | CC   | Nelson Soto Martínez  | Selección de Colombia    |
| 29    | Winston-Salem Cycling Classic               | 1.1  | Robin Carpenter       | Holowesko Citadel Racing |

### Junio
| Fecha | Carrera                         | Cat. | Ganador       | Equipo                   |
| ----- | ------------------------------- | ---- | ------------- | ------------------------ |
| 8-11  | Grand Prix Cycliste de Saguenay | 2.2  | Steve Fisher  | Canyon Bicycles          |
| 14-18 | Tour de Beauce                  | 2.2  | Andžs Flaksis | Holowesko Citadel Racing |

### Julio
| Fecha | Carrera                 | Cat. | Ganador                  | Equipo                   |
| ----- | ----------------------- | ---- | ------------------------ | ------------------------ |
| 9     | Delta Road Race         | 1.2  | John Murphy              | Holowesko Citadel Racing |
| 19-23 | Cascade Cycling Classic | 2.2  | Robin Carpenter          | Holowesko Citadel Racing |
| 28-6  | Tour de Guadalupe       | 2.2  | Sébastien Fournet-Fayard |                          |
| 31-6  | Tour de Utah            | 2.HC | Rob Britton              | Rally                    |

### Agosto
| Fecha | Carrera           | Cat. | Ganador         | Equipo               |
| ----- | ----------------- | ---- | --------------- | -------------------- |
| 1-13  | Vuelta a Colombia | 2.2  | Aristóbulo Cala | Bicicletas Strongman |
| 10-13 | Colorado Classic  | 2.HC | Manuel Senni    | BMC Racing           |

### Septiembre
| Fecha | Carrera         | Cat. | Ganador      | Equipo |
| ----- | --------------- | ---- | ------------ | ------ |
| 1-4   | Tour de Alberta | 2.1  | Evan Huffman | Rally  |

### Octubre
| Fecha | Carrera                | Cat. | Ganador         | Equipo          |
| ----- | ---------------------- | ---- | --------------- | --------------- |
| 1     | Tobago Cycling Classic | 1.2  | Peter Schulting | Destil-Jo Piels |
| 11-15 | Vuelta a Chile         | 2.2  | Nicolás Paredes | Medellín-Inder  |

## Clasificaciones finales
- Nota:  Las clasificaciones finales son:[1]

### Individual
La integran todos los ciclistas que logren puntos pudiendo pertenecer tanto a equipos amateurs como profesionales, inclusive los equipos UCI WorldTeam.
| Posición | Ciclista             | Puntos |
| -------- | -------------------- | ------ |
| 1.º      | Serghei Tvetcov      | 361    |
| 2.º      | Rob Britton          | 340    |
| 3.º      | Nelson Soto Martínez | 275    |
| 4.º      | Alex Howes           | 259    |
| 5.º      | Robin Carpenter      | 253    |
| 6.º      | Gavin Mannion        | 248    |
| 7.º      | Evan Huffman         | 247    |
| 8.º      | Sepp Kuss            | 220    |
| 9.º      | Brent Bookwalter     | 220    |
| 10.º     | Manuel Senni         | 220    |

| 11.º | José Alfredo Aguirre  | 201 |
| 12.º | Taylor Eisenhart      | 196 |
| 13.º | Neilson Powless       | 180 |
| 14.º | Román Villalobos      | 179 |
| 15.º | José Luis Rodríguez   | 170 |
| 16.º | Manuel Rodas          | 165 |
| 17.º | Óscar Sevilla         | 154 |
| 18.º | Juan Sebastián Molano | 150 |
| 19.º | Travis McCabe         | 138 |
| 20.º | Bauke Mollema         | 136 |

### Equipos
A partir de 2016 y debido a cambios reglamentarios, todos los equipos profesionales entran en esta clasificación, incluso los UCI WorldTeam que hasta la temporada anterior no puntuaban. Se confecciona con la sumatoria de puntos que obtenga un equipo con sus 8 mejores corredores en la clasificación individual. La clasificación también la integran equipos que no estén registrados en el continente.
| Posición | Equipo                          | Puntos |
| -------- | ------------------------------- | ------ |
| 1.º      | Rally                           | 1089   |
| 2.º      | Holowesko Citadel               | 689    |
| 3.º      | UnitedHealthcare                | 566    |
| 4.º      | Jelly Belly presented by Maxxis | 436    |
| 5.º      | Coldeportes Zenú                | 428    |

| 6.º  | Canels Specialized  | 387 |
| 7.º  | Soul Brasil         | 361 |
| 8.º  | Medellín-Inder      | 341 |
| 9.º  | Silber Pro Cycling  | 329 |
| 10.º | Axeon Hagens Berman | 307 |

### Países
Se confecciona mediante los puntos de los 10 mejores ciclistas de un país, no solo los que logren en este Circuito Continental, sino también los logrados en todos los circuitos. E incluso si un corredor de un país de este circuito, solo logra puntos en otro circuito (Europa, Asia, África, Oceanía), sus puntos van a esta clasificación.
| Posición | País           | Puntos |
| -------- | -------------- | ------ |
| 1.º      | Colombia       | 3455   |
| 2.°      | Estados Unidos | 2089   |
| 3.º      | Canadá         | 1213   |
| 4.º      | Venezuela      | 860    |
| 5.º      | Argentina      | 715    |

| 6.º  | Costa Rica | 690 |
| 7.º  | Ecuador    | 600 |
| 8.º  | Chile      | 525 |
| 9.º  | Brasil     | 462 |
| 10.º | Guatemala  | 443 |

### Países sub-23
| Posición | Equipo         | Puntos |
| -------- | -------------- | ------ |
| 1.º      | Colombia       | 1416   |
| 2.º      | Estados Unidos | 580    |
| 3.º      | Canadá         | 271    |
| 4.º      | Costa Rica     | 248    |
| 5.º      | Argentina      | 210    |

## Evolución de las clasificaciones
| Fecha            | Clasificación individual | Clasificación por equipos | Clasificación por países | Clasificación por países sub-23 |
| ---------------- | ------------------------ | ------------------------- | ------------------------ | ------------------------------- |
| 31 de enero      | Lachlan Morton           | UnitedHealthcare          | Colombia                 | Colombia                        |
| 29 de febrero    | Lachlan Morton           | UnitedHealthcare          | Colombia                 | Colombia                        |
| 31 de marzo      | Lachlan Morton           | UnitedHealthcare          | Colombia                 | Estados Unidos                  |
| 30 de abril      | Robin Carpenter          | Rally                     | Colombia                 | Colombia                        |
| 30 de mayo       | Robin Carpenter          | Rally                     | Colombia                 | Colombia                        |
| 30 de junio      | Robin Carpenter          | Holowesko Citadel         | Colombia                 | Colombia                        |
| 30 de julio      | Robin Carpenter          | Holowesko Citadel         | Colombia                 | Colombia                        |
| 30 de agosto     | Robin Carpenter          | Rally                     | Colombia                 | Colombia                        |
| 30 de septiembre | Serghei Tvetcov          | Rally                     | Colombia                 | Colombia                        |
| 15 de octubre    | Serghei Tvetcov          | Rally                     | Colombia                 | Colombia                        |
| Final            | Serghei Tvetcov          | Rally                     | Colombia                 | Colombia                        |